# Mistrovství světa v krasobruslení 1993
Mistrovství světa v krasobruslení 1993 se konalo v Praze od 9. do 14. března 1993 ve Sportovní hale v Bubenči. Soutěžilo se ve čtyřech kategoriích: muži, ženy, taneční páry a sportovní dvojice.
V tomto roce ISU poprvé představil kvalifikační kolo v mužské a ženské kategorii. V kvalifikaci byli bruslaři rozděleni do dvou skupin, přičemž prvních dvanáct v každé skupině postupovalo do krátkého programu.

## Přehled medailí

### Medailisté
| Soutěž            | Zlato                            | Stříbro                            | Bronz                                  |
| Muži              | Kurt Browning                    | Elvis Stojko                       | Alexej Urmanov                         |
| Ženy              | Oksana Bajulová                  | Surya Bonalyová                    | Chen Lu                                |
| Sportovní dvojice | Isabelle Brasseur / Lloyd Eisler | Mandy Wötzel / Ingo Steuer         | Jevgenija Šiškovová / Vadim Naumov     |
| Taneční páry      | Maja Usovová / Alexandr Žulin    | Oxana Griščuková / Jevgenij Platov | Anželika Krylovová / Vladimir Fjodorov |

### Pořadí národů
| Pořadí | Země     | Zlato | Stříbro | Bronz | Celkově |
| 1      | Kanada   | 2     | 1       | 0     | 3       |
| 1      | Rusko    | 1     | 1       | 3     | 5       |
| 3      | Ukrajina | 1     | 0       | 0     | 1       |
| 4      | Francie  | 0     | 1       | 0     | 1       |
| 5      | Německo  | 0     | 1       | 0     | 1       |
| 6      | Čína     | 0     | 0       | 1     | 1       |

## Výsledky
Z kvalifikačního kola postoupilo dvanáct nejlepších závodníků z každé skupiny (A a B) do dalšího kola.
Legenda
- QA/QB– kvalifikace
- SP – Krátký program
- FS – Volné jízdy
- CH – Celkové hodnocení
- WD – Odstoupení
- PT – Krátký tanec
- VT – Volný tanec
- CD1/CD2 – Povinné tance
- OD – Originální tanec
- FD – Volný tanec

### Muži
| Pořadí                            | Jméno               | Stát               | TFP  | QA | QB | SP | FS |
| --------------------------------- | ------------------- | ------------------ | ---- | -- | -- | -- | -- |
| 1                                 | Kurt Browning       | Kanada             | 1.5  | 1  |    | 1  | 1  |
| 2                                 | Elvis Stojko        | Kanada             | 4.5  |    | 1  | 5  | 2  |
| 3                                 | Alexej Urmanov      | Rusko              | 4.5  |    | 2  | 3  | 3  |
| 4                                 | Mark Mitchell       | USA                | 6.0  | 3  |    | 2  | 5  |
| 5                                 | Philippe Candeloro  | Francie            | 8.0  | 2  |    | 8  | 4  |
| 6                                 | Scott Davis         | USA                | 9.5  | 4  |    | 7  | 6  |
| 7                                 | Éric Millot         | Francie            | 10.0 |    | 3  | 4  | 8  |
| 8                                 | Masakazu Kagiyama   | Japonsko           | 11.5 | 9  |    | 9  | 7  |
| 9                                 | Cornel Gheorghe     | Rumunsko           | 16.0 |    | 5  | 14 | 9  |
| 10                                | Marcus Christensen  | Kanada             | 17.0 | 8  |    | 12 | 11 |
| 11                                | Oleg Tataurov       | Rusko              | 17.0 |    | 9  | 6  | 14 |
| 12                                | Dmitrij Dmitrjenko  | Ukrajina           | 19.0 | 5  |    | 18 | 10 |
| 13                                | Konstantin Kostin   | Lotyšsko           | 19.5 | 6  |    | 15 | 12 |
| 14                                | Igor Paškevič       | Rusko              | 21.0 | 7  |    | 16 | 13 |
| 15                                | Ronny Winkler       | Německo            | 21.0 |    | 6  | 10 | 16 |
| 16                                | Oula Jääskeläinen   | Finsko             | 22.5 |    | 8  | 11 | 17 |
| 17                                | Michael Tyllesen    | Dánsko             | 23.5 |    | 7  | 17 | 15 |
| 18                                | Steven Cousins      | Spojené království | 24.5 |    | 4  | 13 | 18 |
| 19                                | Michael Shmerkin    | Izrael             | 29.5 | 12 |    | 21 | 19 |
| 20                                | Jung Sung-il        | Jižní Korea        | 30.0 |    | 12 | 20 | 20 |
| 21                                | Liu Yueming         | Čína               | 30.5 | 10 |    | 19 | 21 |
| 22                                | Jaroslav Suchý      | Česko              | 34.0 |    | 11 | 24 | 22 |
| 23                                | Jan Erik Digernes   | Norsko             | 34.5 | 11 |    | 23 | 23 |
| 24                                | Alexander Muraško   | Bělorusko          | 35.0 |    | 10 | 22 | 24 |
| Nepostoupili do krátkého programu |                     |                    |      |    |    |    |    |
| 25                                | Rastislav Vnučko    | Československo     |      | 13 |    |    |    |
| 25                                | Stephen Carr        | Austrálie          |      |    | 13 |    |    |
| 27                                | Roman Martõnenko    | Estonsko           |      | 14 |    |    |    |
| 27                                | Dino Quattrocecere  | Jižní Afrika       |      |    | 14 |    |    |
| 29                                | Robert Grzegorczyk  | Polsko             |      | 15 |    |    |    |
| 29                                | Fabrizio Garattoni  | Itálie             |      |    | 15 |    |    |
| 31                                | Szabolcs Vidrai     | Maďarsko           |      | 16 |    |    |    |
| 31                                | David Liu           | Čínská Tchaj-pej   |      |    | 16 |    |    |
| 33                                | Nicolas Binz        | Švýcarsko          |      | 17 |    |    |    |
| 33                                | Daniel Feinado      | Španělsko          |      |    | 17 |    |    |
| 35                                | Jan Čejvan          | Slovinsko          |      | 18 |    |    |    |
| 35                                | Florian Tuma        | Rakousko           |      |    | 18 |    |    |
| 37                                | Marcus Deen         | Nizozemsko         |      | 19 |    |    |    |
| 37                                | Besarion Tsintsadze | Gruzie             |      |    | 19 |    |    |
| 39                                | Sergei Umirov       | Kazachstán         |      | 20 |    |    |    |
| 39                                | Tomislav Čižmešija  | Chorvatsko         |      |    | 20 |    |    |
| 41                                | Christopher Blong   | Nový Zéland        |      | 21 |    |    |    |
| 41                                | Emanuele Ancorini   | Švédsko            |      |    | 21 |    |    |
| 43                                | Harris Haita        | Řecko              |      | 22 |    |    |    |
| 43                                | Ivan Dinev          | Bulharsko          |      |    | 22 |    |    |

### Ženy
| Pořadí                            | Jméno                  | Stát               | TFP  | QA | QB | SP | FS |
| --------------------------------- | ---------------------- | ------------------ | ---- | -- | -- | -- | -- |
| 1                                 | Oksana Bajulová        | Ukrajina           | 2.0  |    | 2  | 2  | 1  |
| 2                                 | Surya Bonalyová        | Francie            | 3.5  | 1  |    | 3  | 2  |
| 3                                 | Chen Lu                | Čína               | 5.5  |    | 1  | 5  | 3  |
| 4                                 | Yuka Sato              | Japonsko           | 7.0  | 5  |    | 6  | 4  |
| 5                                 | Nancy Kerriganová      | USA                | 9.5  | 2  |    | 1  | 9  |
| 6                                 | Marina Kielmann        | Německo            | 10.0 |    | 3  | 10 | 5  |
| 7                                 | Tanja Szewczenko       | Německo            | 10.0 |    | 5  | 8  | 6  |
| 8                                 | Karen Preston          | Kanada             | 10.5 |    | 4  | 7  | 7  |
| 9                                 | Josée Chouinard        | Kanada             | 12.0 | 4  |    | 4  | 10 |
| 10                                | Lenka Kulovaná         | Československo     | 13.5 |    | 9  | 11 | 8  |
| 11                                | Marie-Pierre Leray     | Francie            | 16.5 |    | 7  | 9  | 12 |
| 12                                | Charlene von Saher     | Spojené království | 17.5 | 6  |    | 17 | 11 |
| 13                                | Lisa Ervin             | USA                | 20.0 | 9  |    | 14 | 13 |
| 14                                | Zuzanna Szwed          | Polsko             | 20.5 |    | 10 | 13 | 14 |
| 15                                | Krisztina Czakó        | Maďarsko           | 22.0 | 8  |    | 12 | 16 |
| 16                                | Zhang Bo               | Čína               | 24.0 |    | 6  | 18 | 15 |
| 17                                | Viktoria Dimitrova     | Bulharsko          | 24.5 | 7  |    | 15 | 17 |
| 18                                | Mila Kajas             | Finsko             | 26.0 | 3  |    | 16 | 18 |
| 19                                | Nathalie Krieg         | Švýcarsko          | 29.0 |    | 11 | 20 | 19 |
| 20                                | Anisette Torp-Lind     | Dánsko             | 29.5 |    | 12 | 19 | 20 |
| 21                                | Cristina Mauri         | Itálie             | 32.0 | 12 |    | 22 | 21 |
| 22                                | Marta Andrade          | Španělsko          | 32.5 | 11 |    | 23 | 22 |
| 23                                | Liu Xin                | Čína               | 35.0 | 10 |    | 24 | 23 |
| WD                                | Alice Sue Claeys       | Belgie             |      |    | 8  | 21 |    |
| Nepostoupili do krátkého programu |                        |                    |      |    |    |    |    |
| 25                                | Olga Vassilieva        | Estonsko           |      | 13 |    |    |    |
| 25                                | Junko Yaginuma         | Japonsko           |      |    | 13 |    |    |
| 27                                | Tamara Heggen          | Austrálie          |      | 14 |    |    |    |
| 27                                | Lily Lyoonjung Lee     | Jižní Korea        |      |    | 14 |    |    |
| 29                                | Joanna Ng              | Čínská Tchaj-pej   |      | 15 |    |    |    |
| 29                                | Maria Butyrskaya       | Rusko              |      |    | 15 |    |    |
| 31                                | Mojca Kopač            | Slovinsko          |      | 16 |    |    |    |
| 31                                | Tonia Kwiatkowski      | USA                |      |    | 16 |    |    |
| 33                                | Anne-Marie Soderholm   | Švédsko            |      | 17 |    |    |    |
| 33                                | Melita Juratek         | Chorvatsko         |      |    | 17 |    |    |
| 35                                | Andrea Kus             | Rakousko           |      | 18 |    |    |    |
| 35                                | Monique van der Velden | Nizozemsko         |      |    | 18 |    |    |
| 37                                | Tatiana Malinina       | Uzbekistán         |      | 19 |    |    |    |
| 37                                | Alma Lepina            | Lotyšsko           |      |    | 19 |    |    |
| 39                                | Marianne Aarnes        | Norsko             |      | 20 |    |    |    |
| 39                                | Lauryna Slavinskaite   | Litva              |      |    | 20 |    |    |
| 41                                | Sandra Brajdic         | Chorvatsko         |      | 21 |    |    |    |
| 41                                | Inna Ovsiannikova      | Bělorusko          |      |    | 21 |    |    |
| 43                                | Mayda Navarro          | Mexiko             |      | 22 |    |    |    |
| 43                                | Rosanna Blong          | Nový Zéland        |      |    | 22 |    |    |
| 45                                | Jalina Kakadyl         | Kazachstán         |      | 23 |    |    |    |
| 45                                | Kim Harris             | Jižní Afrika       |      |    | 23 |    |    |

### Sportovní dvojice
| Pořadí | Jméno                                     | Stát               | TFP  | SP | FS |
| ------ | ----------------------------------------- | ------------------ | ---- | -- | -- |
| 1      | Isabelle Brasseur / Lloyd Eisler          | Kanada             | 1.5  | 1  | 1  |
| 2      | Mandy Wötzel / Ingo Steuer                | Německo            | 3.5  | 3  | 2  |
| 3      | Jevgenija Šiškovová / Vadim Naumov        | Rusko              | 4.0  | 2  | 3  |
| 4      | Radka Kovaříková / René Novotný           | Československo     | 7.0  | 6  | 4  |
| 5      | Jenni Meno / Todd Sand                    | USA                | 7.0  | 4  | 5  |
| 6      | Marina Jelcovová / Andrej Buškov          | Rusko              | 9.5  | 5  | 7  |
| 7      | Michelle Menzies / Jean-Michel Bombardier | Kanada             | 10.0 | 8  | 6  |
| 8      | Calla Urbanski / Rocky Marval             | USA                | 11.5 | 7  | 8  |
| 9      | Leslie Monod / Cédric Monod               | Švýcarsko          | 14.5 | 9  | 10 |
| 10     | Jodeyne Higgins / Sean Rice               | Kanada             | 15.5 | 13 | 9  |
| 11     | Danielle Carr / Stephen Carr              | Austrálie          | 17.0 | 12 | 11 |
| 12     | Peggy Schwarz / Alexander König           | Německo            | 17.0 | 10 | 12 |
| 13     | Svetlana Pristav / Viacheslav Tkachenko   | Ukrajina           | 19.5 | 11 | 14 |
| 14     | Elena Berezhnaya / Oleg Shliakhov         | Lotyšsko           | 20.5 | 15 | 13 |
| 15     | Oxana Kazakovová / Dmitrij Suchanov       | Rusko              | 22.0 | 14 | 15 |
| 16     | Jackie Soames / John Jenkins              | Spojené království | 25.0 | 18 | 16 |
| 17     | Beata Zielińska / Mariusz Siudek          | Polsko             | 26.5 | 19 | 17 |
| 18     | Elena Grigoreva / Sergei Sheiko           | Bělorusko          | 26.5 | 17 | 18 |
| 19     | Sarah Abitbol / Stéphane Bernadis         | Francie            | 27.0 | 16 | 19 |
| 20     | Claire Auret / Christoff van Rensburg     | Jižní Afrika       | 30.5 | 21 | 20 |
| WD     | Elaine Asanakis / Mark Alan Naylor        | Řecko              |      | 20 |    |

### Taneční páry
| Pořadí                        | Jméno                                     | Stát               | TFP  | CD1 | CD2 | OD | FD |
| ----------------------------- | ----------------------------------------- | ------------------ | ---- | --- | --- | -- | -- |
| 1                             | Maja Usovová / Alexandr Žulin             | Rusko              | 2.0  | 1   | 1   | 1  | 1  |
| 2                             | Oxana Griščuk / Jevgenij Platov           | Rusko              | 4.0  | 2   | 2   | 2  | 2  |
| 3                             | Anželika Krylovová / Vladimir Fjodorov    | Rusko              | 6.2  | 4   | 3   | 3  | 3  |
| 4                             | Susanna Rahkamo / Petri Kokko             | Finsko             | 7.8  | 3   | 4   | 4  | 4  |
| 5                             | Sophie Moniotte / Pascal Lavanchy         | Francie            | 10.4 | 6   | 6   | 5  | 5  |
| 6                             | Stefania Calegari / Pasquale Camerlengo   | Itálie             | 12.6 | 5   | 5   | 6  | 7  |
| 7                             | Irina Romanovová / Ihor Jarošenko         | Ukrajina           | 13.0 | 7   | 7   | 7  | 6  |
| 8                             | Kateřina Mrázová / Martin Šimeček         | Československo     | 16.0 | 8   | 8   | 8  | 8  |
| 9                             | Tatiana Navka / Samvel Gezalian           | Bělorusko          | 19.0 | 10  | 10  | 10 | 9  |
| 10                            | Aliki Stergiadu / Juris Razgulajevs       | Uzbekistán         | 20.0 | 9   | 9   | 9  | 11 |
| 11                            | Renée Roca / Gorsha Sur                   | USA                | 21.0 | 11  | 11  | 11 | 10 |
| 12                            | Jennifer Goolsbee / Hendryk Schamberger   | Německo            | 24.0 | 12  | 12  | 12 | 12 |
| 13                            | Margarita Drobiazko / Povilas Vanagas     | Litva              | 27.4 | 14  | 14  | 13 | 14 |
| 14                            | Shae-Lynn Bourne / Victor Kraatz          | Kanada             | 28.6 | 15  | 15  | 16 | 13 |
| 15                            | Susie Wynne / Russ Witherby               | USA                | 28.6 | 13  | 13  | 14 | 15 |
| 16                            | Irina Le Bed / Alexandre Piton            | Francie            | 33.8 | 15  | 16  | 16 | 18 |
| 17                            | Marika Humphreys / Justin Lanning         | Spojené království | 34.2 | 19  | 18  | 18 | 16 |
| 18                            | Regina Woodward / Csaba Szentpétery       | Maďarsko           | 35.8 | 18  | 19  | 19 | 17 |
| 19                            | Elizaveta Stekolnikova / Dmitri Kazarlyga | Kazachstán         | 36.0 | 17  | 17  | 17 | 19 |
| 20                            | Radmila Chroboková / Milan Brzý           | Česko              | 40.0 | 20  | 20  | 20 | 20 |
| 21                            | Agnieszka Domańska / Marcin Głowacki      | Polsko             | 42.2 | 22  | 21  | 21 | 21 |
| 22                            | Barbara Fusar-Poli / Alberto Reani        | Itálie             | 43.8 | 21  | 22  | 22 | 22 |
| 23                            | Angelika Führing / Peter Wilczek          | Rakousko           | 46.4 | 24  | 24  | 23 | 23 |
| 24                            | Diane Gerencser / Alexander Stanislavov   | Švýcarsko          | 47.6 | 23  | 23  | 24 | 24 |
| Nepostoupili do volného tance |                                           |                    |      |     |     |    |    |
| 25                            | Kayo Shirahata / Hiroshi Tanaka           | Japonsko           |      | 25  | 25  | 25 |    |
| 26                            | Albena Denkova / Hristo Nikolov           | Bulharsko          |      | 26  | 26  | 26 |    |
| 27                            | Jelena Trocenko / Erik Samovich           | Lotyšsko           |      | 28  | 27  | 27 |    |
| 28                            | Tamara Ruby / Konstantin Kaplan           | Izrael             |      | 27  | 28  | 28 |    |
| 29                            | Richelle van der Riet / Nestor van Eeden  | Jižní Afrika       |      | 29  | 29  | 29 |    |